# Lila Samt
Lila Samt ist das dritte Studioalbum der Berliner Rapperin Sookee. Es erschien am 7. April 2014 über das Label Springstoff und ist als CD sowie als Musik-Download erhältlich. Der Albumtitel ist eine Referenz an Torchs wegweisende Deutschrap-Veröffentlichung „Blauer Samt“.

## Entstehungsgeschichte
Nach dem letzten Studioalbum Bitches Butches Dykes & Divas veröffentlichte Sookee 2013 die beiden kostenlos downloadbaren Extended Plays Parole Brückenbau und Viel gemeinsam. Das Album Lila Samt wurde, wie bereits einige Alben vorher, von LeijiONE produziert. Die einzelnen Beats stammen von Majus Beats, Pitlab, Beat 2.0 und Tobias von Irie Révoltés. Als Gastrapper sind form, Amewu, Shirlette Ammons, Spezial-K (Kurzer Prozess), Mal Élevé (Irie Révoltés) und Ben Dana (Radical Hype) zu hören. Streicher und Bläser wurden von Raphael Schalz (Grossstadtgeflüster) eingespielt. Refpolk (Schlagzeiln) übernimmt bei zwei Tracks das Beatboxing. Bei SPLC und Vorläufiger Abschiedsbrief ist DJ Spion Y von Neonschwarz für die Cuts zuständig.
Der Albumtitel rührt von Sookees Vorliebe für die Farbe Lila her:

„Meine Wohnung ist lila, meine Klamotten sind lila, mein Leben ist lila: Lila ist meine Farbe!“

Lila verweist zum einen auf die Symbolik der lila Latzhose in der Frauenbewegung und damit an die feministische Tradition, zum anderen versteht sie Lila als Mischung der beiden geschlechtlich konnotierten Farben Rot (für Mädchen) und Blau (für Jungs).

## Titelliste
| #  | Titel                                | Gastbeiträge                                                          | Beat        | Länge |
| -- | ------------------------------------ | --------------------------------------------------------------------- | ----------- | ----- |
| 1  | Intro                                |                                                                       | Beat2.0     | 2:33  |
| 2  | Lass mich mal machen                 | form                                                                  | Majus Beats | 3:30  |
| 3  | If I Had A                           | Jools (Chor)                                                          | Beat2.0     | 3:56  |
| 4  | Menschen sind komisch                |                                                                       | Pitlab      | 3:45  |
| 5  | Wenngleich zuweilen                  | Amewu                                                                 | beat2.0     | 4:57  |
| 6  | Die Kirche (Skit)                    |                                                                       | Pitlab      | 1:16  |
| 7  | Who Owns Hip Hop                     | Shirlette Ammons                                                      | Beat2.0     | 4:00  |
| 8  | Emoshit & Hippietum                  |                                                                       | Pitlab      | 2:32  |
| 9  | Kraftlos                             | Raphael Schalz (Streicher und Bässe), Jools (Chor), Refpolk (Beatbox) | Beat2.0     | 4:55  |
| 10 | Immer wenn es wehtut (CD-Bonustrack) |                                                                       | LeijiONE    |       |
| 11 | SLPC                                 | Spezial-K (Rap), DJ Spion Y (Cuts)                                    | Beat2.0     | 4:37  |
| 12 | Links außen                          | Mal Éléve, Ben Dana                                                   | Tobias      | 3:30  |
| 13 | Frauen mit Sternchen                 | Raphael Schalz (Streicher)                                            | Beat2.0     | 3:29  |
| 14 | Vorläufiger Abschiedsbrief           | DJ Spion Y (Cuts), Jools (Chor)                                       | Beat2.0     | 4:30  |

## Texte
Textlich stellt das Album eine Fortsetzung früherer Werke dar. Grundsätzlich geht es um eine Entgrenzung von Männlichkeits- und Weiblichkeitskonzepten, dem sogenannten Gender-Mainstreaming. Die Texte sind aus einem linken Selbstverständnis heraus geschrieben und beinhalten auch Selbstkritik und Selbstreflexion und stehen im Gegensatz zu den oft sexistischen und frauenfeindlichen Texten der populären Hip-Hop-Szene. Konkret angesprochen wird Julien von Juliensblog („Mich strengt dis alles furchtbar an ich will julien an die wand stellen“), der in seinen YouTube-Videos und auf seinem Album ANALyse viele frauenfeindliche Sprüche unter dem Mantel der Satire veröffentlichte. Sie wendet sich außerdem gegen Diskriminierungen jeglicher Art:

„Auf Lila Samt beschäftige ich mich mit meinem Umgang mit Widersprüchen in einer komplexen Welt zwischen Idealismus und Alltagsrealität.“

## Musik
Die Musik ist vor allem vom Dancefloor, vom Dubstep und vom Grime geprägt und experimenteller als auf den vorhergehenden Alben. Lediglich Emoshit & Hippietum ist vom klassischen Old School Hip Hop geprägt.

## Rezeption
Jan Rebuschat lobt in Die Tageszeitung Sookees Entwicklung und Mut zum musikalischen Experiment. Er hebt vor allem die Kollaborationen Lass mich mal machen mit dem Rapper form und Wenngleich zuweilen mit Amewu hervor.

„Mit „Lila Samt“ stellt Sookee unter Beweis, dass sie sich als Rapperin weiterentwickelt hat. Sie experimentiert mit ihrer Technik, ohne in Effekthascherei zu verfallen. Zudem verfügt sie über ein gutes Gespür für eingängige Hooks und zugängliche Bilder. Sie wirkt auf eine angenehme Art musikalisch und gehört somit zu den interessantesten Rappern dieses Landes.“